# Barnard (Vermont)
Barnard – miasto w Stanach Zjednoczonych, w stanie Vermont, w hrabstwie Windsor.